# Kuala Muda
Huyện Kuala Muda là một huyện thuộc bang Kedah của Malaysia. Huyện Kuala Muda có dân số thời điểm năm 2010 ước tính khoảng 441308 người.